# Virgen de Chilla
La Virgen de Chilla es la patrona del pueblo de Candeleda y su romería se celebra todos los años la segunda semana del mes de septiembre. 
Cuenta con gran devoción entre los candeledanos y la Ermita que a ella se dedicó a mitad de camino entre la localidad de Candeleda, a 25 km de Arenas de San Pedro y El Raso de Candeleda es, al igual que la romería, fiesta de interés turístico nacional. Cuenta la leyenda que dicha Virgen se le apareció al pastor Finardo mientras este cuidaba de su ganado. Al contar la noticia en el pueblo, se decidió construir la Ermita en el lugar que indicó el pastor, el lugar dónde se le había aparecido días antes la Virgen de Chilla.